# زوران ستوجادينوفيتش
زوران ستوجادينوفيتش مواليد 25 أبريل 1961 في شاباتس، جمهورية يوغوسلافيا الاشتراكية الاتحادية، هو لاعب كرة قدم صربي سابق كان يلعب كمهاجم. لعب خلال مسيرته 308 مباريات سجل خلالها 98 هدفاً.

## مرحلة الشباب

### أندية لعب لها
- النجم الأحمر بلغراد

## المسيرة الاحترافية

### أندية لعب لها
- نادي أو إف كيه بيوغراد
- نادي رييكا
- أدميرا فاكر مودلينغ
- رابيد فيينا
- ريال مايوركا
- ديبورتيفو لاكورونيا

## روابط خارجية
- زوران ستوجادينوفيتش على موقع قاعدة بيانات كرة القدم.إي يو (الإنجليزية)
- زوران ستوجادينوفيتش على موقع عالم كرة القدم.نت (الإنجليزية)